# Jürgen Seifert (Fußballspieler, 1948)
Jürgen Seifert (* 1. Dezember 1948) ist ein ehemaliger deutscher Fußballspieler.

## Karriere
Jürgen Seifert absolvierte nur zwei Spiele im Profifußball. In der Saison 1968/69 stand er für den Hamburger SV am 1. Spieltag gegen Eintracht Braunschweig und am 2. Spieltag gegen den VfB Stuttgart in der Bundesliga auf dem Platz.